# Pseudemys texana
Pseudemys texana là một loài rùa trong họ Emydidae. Loài này được Baur mô tả khoa học đầu tiên năm 1893.

## Hình ảnh

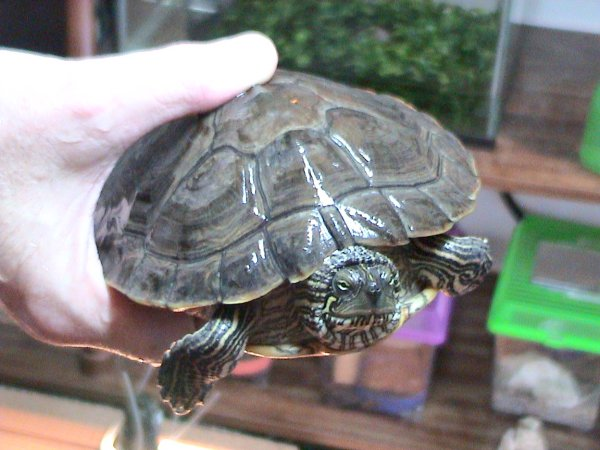